# 동티모르의 국기
동티모르의 국기는 2002년 5월 20일에 제정되었다. 빨간색 바탕에 깃대 쪽으로 노란색 테두리를 두른 검은색 삼각형이 그려져 있으며, 검은색 삼각형 안에는 하얀색 별이 그려져 있다. 
빨간색은 나라의 자유를 위한 투쟁을, 노란색은 동티모르 역사의 식민지 통치의 흔적을, 검은색은 반계몽주의의 극복의 필요성을 의미하며, 별은 밝은 빛의 길잡이를, 하얀색은 평화를 의미한다.

## 역사
동티모르가 포르투갈의 식민지였을 때는 포르투갈의 국기가 공식적으로 쓰였다. 포르투갈은 영국처럼 식민지에 별도의 기를 만들고 이를 쓰기 보다는 포르투갈 본국의 기를 그대로 사용했다. 왕정시대의 포르투갈과 공화국 시대의 포르투갈 기간 동안 국기 도안의 변경이 있었으며, 포르투갈의 국기에 문장을 덧붙여 동티모르 기를 만드는 안이 있었지만, 제안에 그쳤으며 널리 쓰이지는 않았다. 1960년대에 동티모르의 독립운동단체인 티모르 해방전선의 기가 등장하는데, 이것은 붉은색, 검은색, 노란색의 색깔배색과 별의 사용등, 현 동티모르 국기의 출발점이 되는 기이기도 하다.

## 색상
| 색상 | 빨강                | 하양                  | 검정            | 노랑                 |
| ---- | ------------------- | --------------------- | --------------- | -------------------- |
| RGB  | 220–36–31 (#DC241F) | 255–255–255 (#FFFFFF) | 0–0–0 (#000000) | 255–199–38 (#FFC726) |

## 옛 국기

포르투갈령 티모르의 제안된 기
인도네시아의 지배를 받던 시절에 사용된 동티모르의 비공식 국기 1975년 11월 28일
동티모르주의 기 1975년-1999년